# Liste der Bodendenkmäler in Roßhaupten
Auf dieser Seite sind die Bodendenkmäler in der schwäbischen Gemeinde Roßhaupten zusammengestellt. Diese Tabelle ist eine Teilliste der Liste der Bodendenkmäler in Bayern. Grundlage ist die Bayerische Denkmalliste, die auf Basis des Bayerischen Denkmalschutzgesetzes vom 1. Oktober 1973 erstmals erstellt wurde und seither durch das Bayerische Landesamt für Denkmalpflege geführt wird. Die folgenden Angaben ersetzen nicht die rechtsverbindliche Auskunft der Denkmalschutzbehörde.

## Bodendenkmäler der Gemeinde Roßhaupten

### Bodendenkmäler in der Gemarkung Roßhaupten
| Lage                  | Objekt | Akten-Nr.     | Bild |
| --------------------- | --- | ------------- | ---- |
| Roßhaupten (Standort) | Straße der römischen Kaiserzeit (Via Claudia).                                                                                             | D-7-8330-0002 |      |
| Roßhaupten (Standort) | Mittelalterlicher Burgstall. | D-7-8330-0005 |      |
| Roßhaupten (Standort) | Abschnittsbefestigung vor- und frühgeschichtlicher oder mittelalterlicher Zeitstellung.                                                    | D-7-8330-0006 |      |
| Roßhaupten (Standort) | Mittelalterlicher Burgstall. | D-7-8330-0007 |      |
| Roßhaupten (Standort) | Grabhügel vorgeschichtlicher Zeitstellung.                                                                                                 | D-7-8330-0008 |      |
| Roßhaupten (Standort) | Siedlung der römischen Kaiserzeit. | D-7-8330-0009 |      |
| Roßhaupten (Standort) | Burgstall und Hof des hohen und späten Mittelalters.                                                                                       | D-7-8330-0010 |      |
| Roßhaupten (Standort) | Frühmittelalterliches Reihengräberfeld. | D-7-8330-0011 |      |
| Roßhaupten (Standort) | Siedlung oder Uferbefestigung vor- und frühgeschichtlicher, mittelalterlicher oder frühneuzeitlicher Zeitstellung.                         | D-7-8330-0042 |      |
| Roßhaupten (Standort) | Siedlung der römischen Kaiserzeit, Mühlenstandort des Mittelalters und der frühen Neuzeit (Mangmühle).                                     | D-7-8330-0048 |      |
| Roßhaupten (Standort) | Mittelalterliche und frühneuzeitliche Befunde im Bereich der Katholischen Kapelle St. Ulrich in Fischhaus.                                 | D-7-8330-0051 |      |
| Roßhaupten (Standort) | Mittelalterliche und frühneuzeitliche Befunde im Bereich der Katholischen Pfarrkirche St. Andreas in Roßhaupten und ihrer Vorgängerbauten. | D-7-8330-0109 |      |

### Bodendenkmäler in der Gemarkung Zwieselberg
| Lage                   | Objekt                                  | Akten-Nr.     | Bild |
| ---------------------- | --------------------------------------- | ------------- | ---- |
| Zwieselberg (Standort) | Mittelalterliche Abschnittsbefestigung. | D-7-8330-0015 |      |